# Transmeta

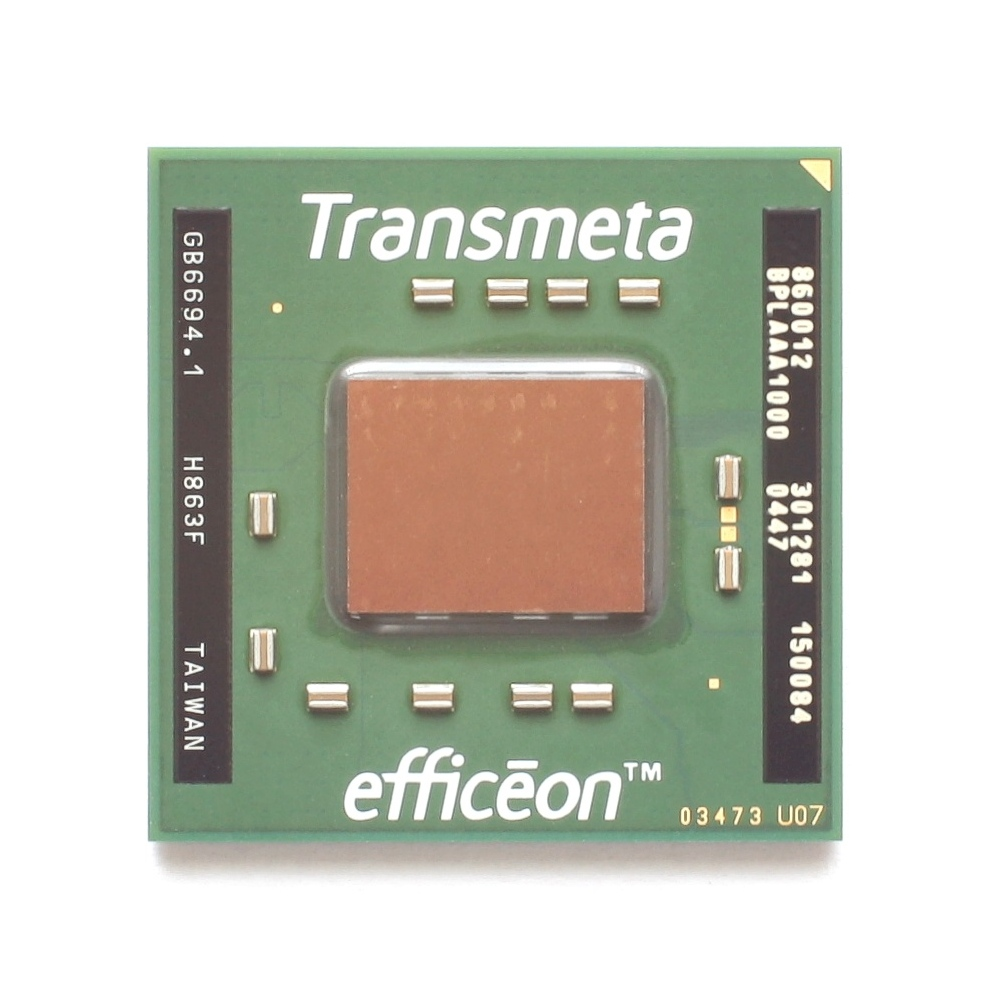
Efficeon 8600, en av företagets processorer.

Transmeta var ett amerikanskt företag som utvecklade avancerade strömsnåla processorer. Det grundades 1995 av Dave Ditzel.

## Processorerna
Företagets processorer var x86-kompatibla och kunde uppdateras med mjukvara. Första generationen var Crusoe och andra generationen Efficeon. Processorerna var speciellt konstruerade för att kräva så lite ström som möjligt för att göra dem lämpliga att använda i mobiltelefoner och handdatorer. Sedan år 2005 hade företaget inte någon egen produktion av kretsar men fortsatte att utveckla dem. Företaget hade ett samarbete som gick under namnet LongRun2 med det japanska företaget Sony där de hade målet att minska energiförbrukningen i Sonys produktsortiment så mycket som möjligt.

## Försäljning av företaget och dess teknik
Den 8 augusti 2008 kom Transmeta med ett pressmeddelande att man hade licensierat tekniken bakom LongRun och chips med låg energiförbrukning till Nvidia mot en engångsavgift på 25 miljoner USD. Senare samma år, den 17 november 2008, undertecknade Transmeta ett avtal där företaget Novafora, som tillverkade videoprocessorer i San Diego, skulle köpa upp Transmeta för 255,6 miljoner USD. Avtalet verkställdes den 28 januari 2009, när Novafora meddelade att man hade tagit över Transmeta.
Intellectual Venture Funding LLC förvärvade Transmetas tidigare patent den 4 februari 2009 och Novafora avslutade sin verksamhet juni 2009. Sedan dess har tidigare anställda hos Transmeta fått nya jobb hos Nvidia.

## Kuriosa
Linus Torvalds, mer känd för att ha skapat grunden för operativsystemet Linux har varit anställd hos Transmeta.